# Tephrina impunctata
Tephrina impunctata är en fjärilsart som beskrevs av Andreas Bergmann 1955. Tephrina impunctata ingår i släktet Tephrina och familjen mätare. Inga underarter finns listade i Catalogue of Life.